# Bojanić Bad
Bojanić Bad je naselje na Hvaru, u Splitsko-dalmatinskoj županiji. Danas je to povremeno naselje.

## Upravna organizacija
Pripada Jelsi. Najbliže mjesto za opskrbu je Ivan Dolac koji se nalazi istočno.

## Zemljopisni položaj
Priobalno je naselje. Nalazi se na južnoj strani otoka. između Ivan Dolca i Svete Nedjelje. 

## Gospodarstvo
Turizam, ribarstvo i vinogradarstvo. Sjeverno su strme osunčane padine na kojima uspijeva vinova loza od koje se prave poznata vina.